# 오 내 고향
"오 내 고향"은 한국에서 제작된 김소동 감독의 1959년 영화이다. 강효실 등이 주연으로 출연하였고 김소동 등이 제작에 참여하였다.

## 출연

### 주연
- 강효실
- 김종열
- 조미령

## 기타
- 조명: 황동춘
- 녹음: 이경순
- 미술: 정우택